# Mr. Jones
Mr. Jones är en låt med Counting Crows som skrevs av Adam Duritz och David Bryson. Låten släpptes som singel under början av 1994 och finns med på deras album August and Everything After från 1993.

## Om låten
Mr. Jones tog sig in på American Top 40 den 19 februari 1994 och in på Top 10 fem veckor senare. Den 23 april tog den sig upp till första plats på listorna. 
Counting Crows hade inte räknat med att låten skulle bli så populär som den blev. Kurt Cobain hade precis dött, och under en intervju berättade sångaren och låtskrivaren Adam Duritz: "Vi hörde att Kurt Cobain skjutit sig. Och det skrämde skiten ur mig. Jag trodde att jag börjat tappa kontrollen över saker i mitt liv". 
Låten handlar om två kämpande musiker, Duritz och basisten Marty Jones (från The Himalayans), som vill bli stora musiker. De tror att "när alla älskar mig, kommer jag aldrig att vara ensam". En akustisk version av låten framförs ofta under konserter.
Det finns många teorier om var titeln kommer från. En populär teori är att den kommer från Bob Dylans Ballad of a Thin Man, som handlar om en man vid namn Mr. Jones. 
När Counting Crows framförde låten under Recovering the Satellites-turnén så lade de till den första versen från The Byrds låt So You Want to Be a Rock and Roll Star?.

## Coverversioner
- Hidden in Plain View tolkade låten på albumet Dead and Dreaming: An Indie Tribute to the Counting Crows från 2004.
- The Fringemunks parodierade låten år 2008.

## Listplaceringar
| Lista (1993-1994) | Topplacering |
| ----------------- | ------------ |
| Australien        | 13           |
| Frankrike         | 7            |
| Nederländerna     | 42           |
| Nya Zeeland       | 13           |
| Österrike         | 27           |

### Fotnoter
1. ↑  ”Listplacering”. http://australian-charts.com/showitem.asp?interpret=Counting+Crows&titel=Mr%2E+Jones&cat=s. Läst 20 maj 2011.
2. ↑  ”Listplacering”. http://lescharts.com/showitem.asp?interpret=Counting+Crows&titel=Mr%2E+Jones&cat=s. Läst 20 maj 2011.
3. ↑  ”Listplacering”. http://dutchcharts.nl/showitem.asp?interpret=Counting+Crows&titel=Mr%2E+Jones&cat=s. Läst 20 maj 2011.
4. ↑  ”Listplacering”. Arkiverad från originalet den 20 februari 2013. https://web.archive.org/web/20130220030801/http://charts.org.nz/showitem.asp?interpret=Counting%20Crows&titel=Mr.%20Jones&cat=s. Läst 20 maj 2011.
5. ↑  ”Listplacering”. http://austriancharts.at/showitem.asp?interpret=Counting+Crows&titel=Mr%2E+Jones&cat=s. Läst 20 maj 2011.